# جایزه بزرگ بریتانیا ۱۹۶۱
جایزه بزرگ بریتانیا ۱۹۶۱ (انگلیسی: ‎1961 British Grand Prix‎) یک مسابقهٔ موتوری در رشتهٔ اتومبیل‌رانی فرمول یک بود که در تاریخ ۱۵ ژوئیهٔ ۱۹۶۱ در پیست اینتری واقع در لیورپول، انگلستان برگزار شد. این گراند پری در میان ۸ گراند پری در فصل ۱۹۶۱، مسابقهٔ شمارهٔ ۵ بود.
در این مسابقه که در ۷۵ دور و به مسافت ۳۶۲٫۱۰ کیلومتر (۲۲۴٫۹۹۹ مایل) برگزار شد، پول پوزیشن توسط فیل هیل کسب شد و سریع‌ترین زمان برای طی یک دور پیست که برابر با ۱:۵۷٫۸ بود نیز توسط تونی بروکز به ثبت رسید.
ولفگانگ فون تریپس از تیم فراری، فیل هیل از تیم فراری و ریچی گینتر از تیم فراری به‌ترتیب مقام‌های اول تا سوم مسابقه را کسب کردند.

## رده‌بندی قهرمانی پس از مسابقه
|       | جایگاه | راننده            | امتیاز |
| ----- | ------ | ----------------- | ------ |
| ۱     | ۱      | ولفگانگ فون تریپس | ۲۷     |
| ۱     | ۲      | فیل هیل           | ۲۵     |
| ۱     | ۳      | ریچی گینتر        | ۱۶     |
| ۱     | ۴      | استیرلینگ ماس     | ۱۲     |
|       | ۵      | جیانکارلو باگتی   | ۹      |
| منبع: |        |                   |        |

|       | جایگاه | سازنده        | امتیاز |
| ----- | ------ | ------------- | ------ |
|       | ۱      | فراری         | ۳۸     |
|       | ۲      | لوتوس-کلیمکس  | ۱۶     |
|       | ۳      | پورشه         | ۱۱     |
|       | ۴      | کوپر-کلیمکس   | ۹      |
|       | ۵      | بی‌آرام-کلیمکس | ۱      |
| منبع: |        |               |        |

یادداشت
- تنها پنج جایگاه نخست از هر رده‌بندی نمایش داده شده‌است.